# Video

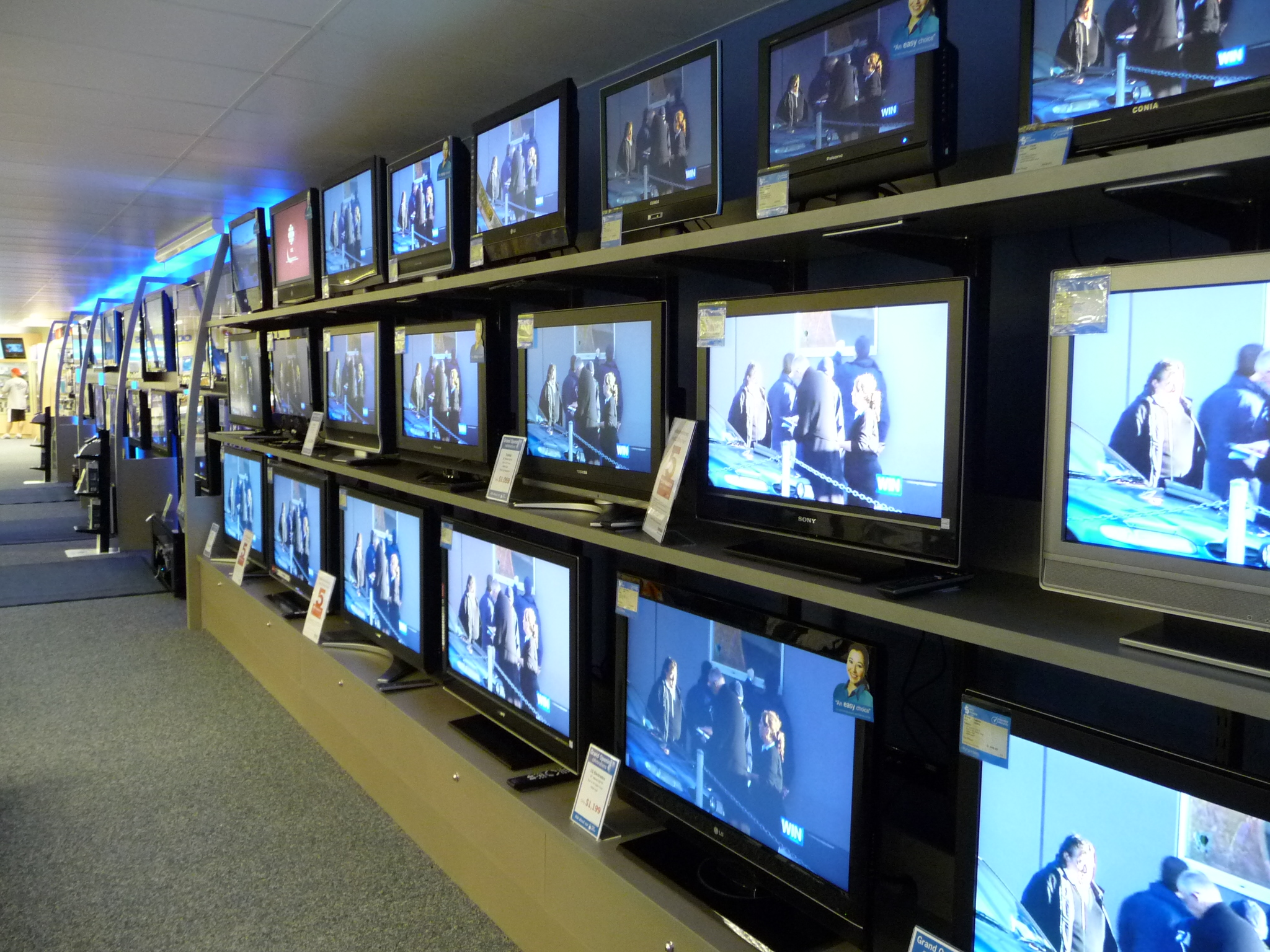
Videoproiettori televisivi

Il video (dal latino vidēre "vedere" o "ciò che è visibile") è l'informazione elettronica della sequenza di immagini variabili nel tempo, che compongono la cosiddetta "immagine in movimento", usata dalle/nelle televisioni e in vari ambiti di intrattenimento di massa. 

## Descrizione

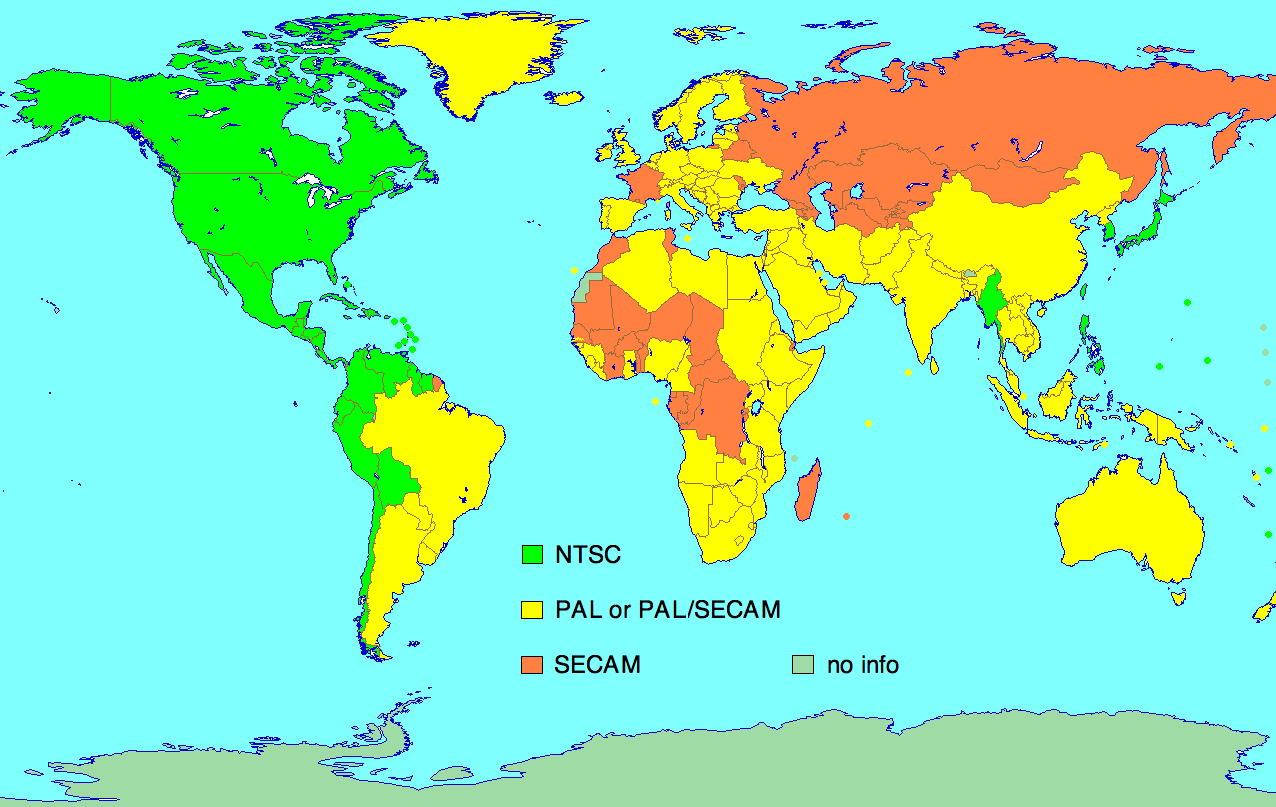
Standard video analogici: verde chiaro - NTSC, giallo - PAL, o in conversione al PAL, arancio - SECAM, oliva - nessuna informazione

Il termine si riferisce generalmente ai formati di archiviazione delle immagini in movimento: i formati video digitali, come DVD, QuickTime e MPEG-4, e videocassette analogiche, come VHS e Betamax. I video possono essere registrati e trasmessi attraverso vari media fisici: pellicole di celluloide da macchine da presa, segnali elettrici PAL o NTSC se registrati da videocamere, o media digitali come MPEG-4 o DV se registrati da videocamere digitali.
La qualità del video dipende essenzialmente dal metodo di registrazione e archiviazione. La televisione digitale (DTV) è un formato relativamente recente, con alta qualità ed è diventata lo standard per la televisione. In particolare il video è un flusso informativo in quanto sia l'immagine fissa che l'immagine in movimento presentano sempre una dimensione temporale. Flusso informativo che scorre all'interno di apparecchiature elettroniche sotto forma di corrente elettrica per essere manipolato, viaggia nello spazio sotto forma di onde elettromagnetiche, o all'interno di cavi per telecomunicazioni sotto forma di corrente elettrica o luce, per essere trasmesso a distanza, viene memorizzato sotto varie forme su vari tipi di supporti per essere conservato.

## Ambiti di impiego

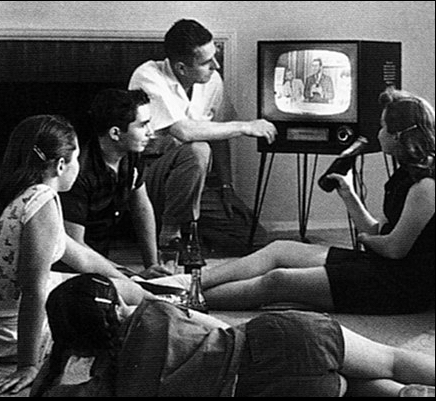
La televisione

Il concetto di video nasce con l'invenzione della televisione, negli anni 1920. La televisione infatti è un'informazione elettronica rappresentante immagini in movimento e suono, nonostante non vada dimenticato che la scansione e la riproduzione delle immagini erano in un primo momento meccaniche e non elettriche. Negli anni 60 nasce la Videoarte con l'impiego delle prime video camere a fini artistici (Nam June Paik)

### Televisione

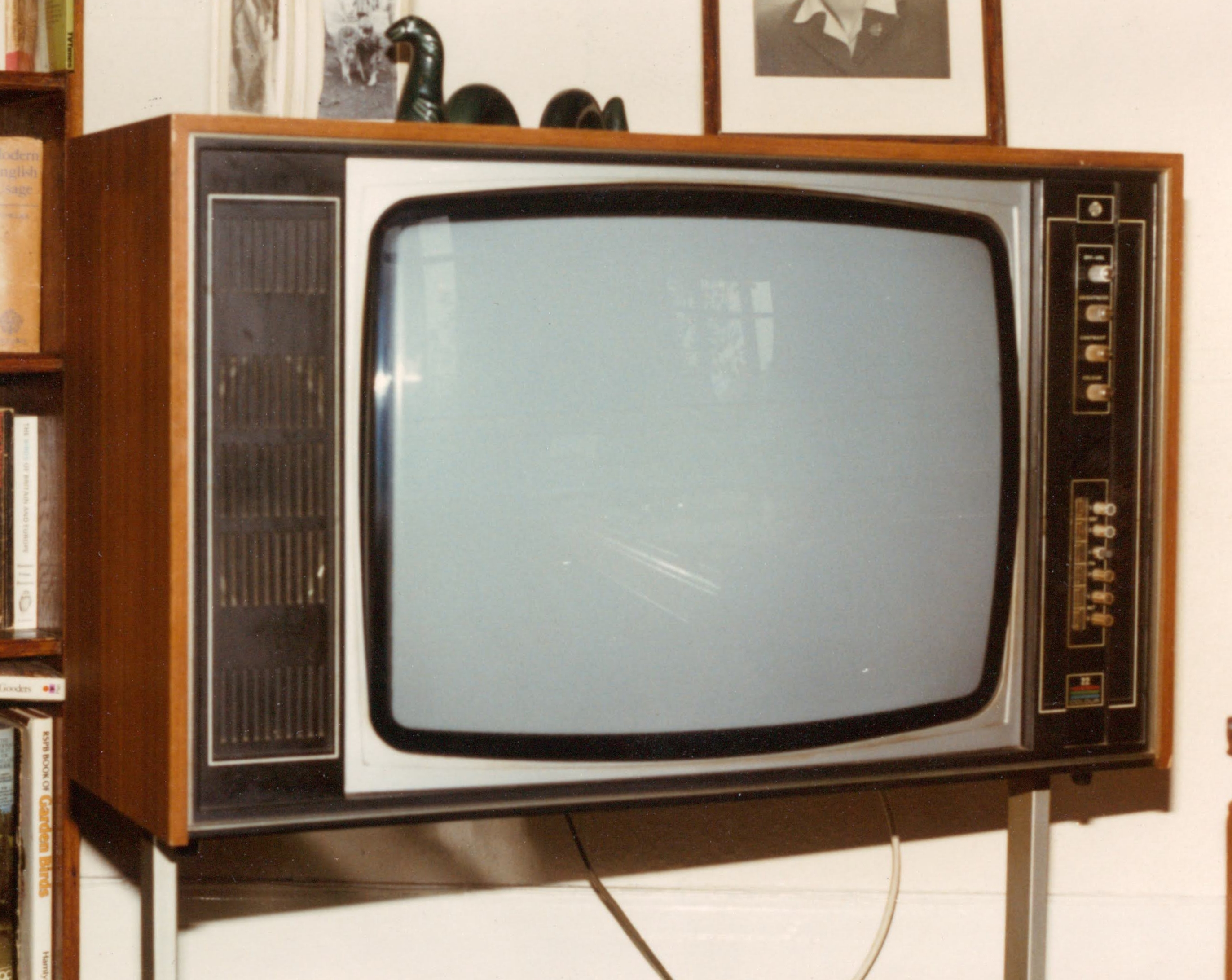
TV anni 1980

Il secondo impiego del termine video appare con i primi display a tubo a raggi catodici (CRT) come strumento di interazione tra computer ed essere umano, attraverso l'utilizzo delle prime interfacce a riga di comando (CLI). Il primo computer dotato di display CRT è stato il Whirlwind I, progettato presso il Massachusetts Institute of Technology e divenuto operativo nel 1950. Prima gli strumenti di interazione tra computer e uomo furono la scheda perforata, la telescrivente elettromeccanica e la lampadina. Tutt'oggi il video è impiegato per visualizzare le moderne interfacce grafiche (GUI) sui vari tipi di display.
Il terzo impiego del video è stato nella ripresa di immagini in movimento per uso privato sia in ambito aziendale che amatoriale. In particolare in ambito amatoriale a partire dal 1982, anno in cui sono state introdotte sul mercato le prime videocamere portatili amatoriali. La videoregistrazione, cioè la registrazione di immagini in movimento in forma elettronica, ha infatti sostituito col passare degli anni ormai completamente, per quanto riguarda la ripresa di immagini in movimento per uso privato, l'unica altra tecnica di registrazione di immagini in movimento esistente ideata nel 1895 dai fratelli Lumière e basata sulla pellicola cinematografica.
Il quarto impiego del video è stato l'home video, cioè il settore commerciale della distribuzione in ambito domestico di contenuti audiovisivi in forma elettronica. Prima della nascita dell'home video per la distribuzione di contenuti audiovisivi in ambito domestico veniva utilizzata la pellicola cinematografica.

### Cinema
Da pochi anni si è infine iniziato ad impiegare il video anche nel cinema, non solo per la realizzazione di effetti speciali in computer grafica, come era stato in precedenza, ma anche in sostituzione della pellicola cinematografica. I film vengono distribuiti alle sale cinematografiche in forma elettronica invece che su pellicola cinematografica e proiettati con appositi videoproiettori. Spesso sono girati in pellicola e poi trasformati in informazione elettronica solo per la distribuzione nelle sale, ma sono anche girati direttamente in forma elettronica con apposite videocamere. I film d'animazione realizzati con la animazione al computer sono invece già in forma elettronica.

### Cinema digitale
In ordine di tempo, l'ultimo campo di applicazione del video si ha con la fotografia digitale.

## Caratteristiche principali
Le immagini in movimento, nel video, sono ottenute da immagini fisse visualizzate in rapida sequenza, similmente a quanto avviene nella tecnica cinematografica basata sulla pellicola cinematografica. Le immagini fisse vengono visualizzate ad una frequenza sufficientemente alta da essere percepite come immagini in movimento e non più come una sequenza di immagini fisse. Questo avviene per il fenomeno della persistenza della visione che contrariamente a quanto molti pensano non è dovuto ad un fenomeno di persistenza delle immagini sulla retina ma ad un "assemblaggio" che il cervello esegue secondo meccanismi non ancora del tutto chiariti.
Le caratteristiche principali del video sono:
- risoluzione video
- frequenza delle immagini
- tipo di scansione delle immagini
- rapporto d'aspetto

### Risoluzione video

Confronto di risoluzioni televisive

In ambito elettronico le immagini sono visualizzate come una griglia ortogonale di aree uniformi. Tale griglia ortogonale di aree uniformi è chiamata raster e, esclusivamente in ambito digitale, tali aree uniformi sono chiamate pixel. La risoluzione video è la risoluzione dell'immagine video. Più specificatamente è il numero di aree uniformi che compongono in senso orizzontale e in senso verticale il raster. In ambito digitale, dove le aree uniformi del raster sono chiamate pixel, la risoluzione video è espressa in pixel. In ambito analogico invece la risoluzione video è espressa in linee, in riferimento al metodo di visualizzazione di un'immagine elettronica utilizzato in ambito analogico (in ambito analogico un'immagine elettronica viene visualizzata una linea orizzontale alla volta partendo dall'alto verso il basso in una procedura di scansione). Il numero di aree uniformi che compongono in senso orizzontale il raster di un'immagine video è chiamato risoluzione orizzontale. Mentre il numero di aree uniformi che compongono in senso verticale il raster di un'immagine video è chiamato risoluzione verticale. Le aree uniformi che compongono il raster sono gli elementi base che compongono l'immagine video. Quindi più è alta la risoluzione video, più è alto il numero di elementi da cui è composta l'immagine video. E più è alto il numero di elementi da cui è composta l'immagine video, maggiore è la qualità dell'immagine video. La risoluzione di un segnale video analogico viene generalmente indicata con il numero di linee verticali. Un segnale analogico non ha un numero discreto di punti orizzontali, ma la sua risoluzione viene espressa in genere nel numero di linee risolvibili (per esempio, 250 o 350), che dipende fortemente del mezzo utilizzato per la trasmissione o la risoluzione, oppure in MHz, intesi come larghezza di banda del segnale di luminanza, secondo la relazione:
80 linee = 1 MHz
Va detto tuttavia che è di uso comune, anche se scorretto, riferirsi alla risoluzione in termini di pixel orizzontali per verticali, come si va con il video digitale, per maggiore semplicità. Inoltre, il sistema di codifica colore (NTSC, PAL, o SÉCAM) viene di solito usato come denominazione dello standard video completo: molto spesso anche su supporti digitali come il DVD viene indicato che il video è in formato PAL anche se, naturalmente, non c'è nessun video sul DVD registrato in questo formato.
La notazione che si usa per indicare la risoluzione video digitale è la seguente:
A×B
dove A e B sono il numero di aree uniformi che compongono rispettivamente in senso orizzontale e in senso verticale il raster dell'immagine video.
Ad esempio il video usato negli standard televisivi digitali adottati in Italia ha 768 e 576 aree uniformi che compongono rispettivamente in senso orizzontale e in verticale il raster. Tale risoluzione video viene indicata con la notazione 768×576.

### Frequenza delle immagini
La frequenza delle immagini, anche chiamata frequenza dei fotogrammi, è il numero di immagini per unità di tempo che vengono visualizzate. Varia da sei a otto immagini al secondo (fps) per le vecchie macchine da presa a 120 o più per le nuove videocamere professionali. Gli standard PAL (Europa, Asia, Australia, etc.) e SÉCAM (Francia, Russia, parti dell'Africa etc.) hanno 25 fps, mentre l'NTSC (USA, Canada, Giappone, etc.) ha 29.97 fps. La pellicola ha una registrazione ad una frequenza dei fotogrammi minore, 24fps. Per raggiungere l'illusione di un'immagine in movimento la frequenza dei fotogrammi minima è di circa 10 fotogrammi al secondo.

### Tipo di scansione delle immagini
Le immagini che compongono il video possono essere visualizzate secondo due metodologie diverse di scansione: la scansione interlacciata, anche chiamata interlacciamento (dall'inglese "interlace"), e la scansione progressiva (dall'inglese "progressive"). L'interlacciamento è stato creato come un metodo per ottenere una buona qualità di visualizzazione nelle limitazioni di una banda di segnale ristretta. Le linee di scansione orizzontali di ogni fotogramma interlacciato sono numerate consecutivamente e divise in due field: i "field dispari" che consistono nelle linee di numeri dispari, e i field pari, caratterizzati invece dalle linee di numeri pari. PAL, NTSC e SÉCAM sono per esempio dei formati interlacciati. Le sigle indicanti le risoluzioni video includono una lettera "i" per indicare che sono formati che sfruttano l'interlacciamento. Per esempio il formato video PAL è specificato molto spesso come 576i50. Il primo numero indica la risoluzione delle linee verticali, la lettera "i" indica l'interlacciamento, e il secondo numero indica 50 field (mezzi fotogrammi) al secondo
Nel sistema a scansione progressiva (tipica dei monitor per computer)  si ha un aggiornamento continuo di tutte le linee dello schermo, con il risultato di una maggiore risoluzione, e una mancanza di vari artefatti che possono far "vibrare" parzialmente un'immagine ferma o con particolari combinazioni di colori e linee in finissima successione (effetto moiré)
La procedura della rimozione dell'interlacciamento (deinterlacing) viene usata per convertire segnali interlacciati (analogici, DVD, o satellitari) in modo che possano essere utilizzati da apparecchi a scansione progressiva (come televisori a cristalli liquidi, videoproiettori o pannelli al plasma). L'eliminazione dell'interlacciamento non può comunque ottenere una qualità video uguale a quella che offrono gli apparecchi a scansione progressiva in quanto la quantità di dati che il segnale contiene è pressoché la metà.

### Rapporto d'aspetto

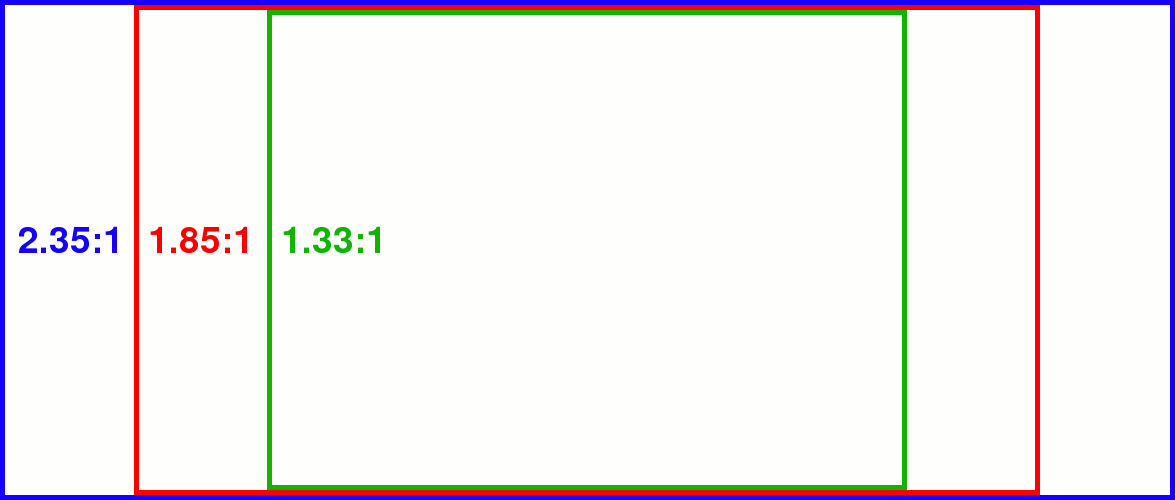
Confronto di aspect ratio in cinematografia (blu e rosso) e televisione (verde)

Il rapporto d'aspetto, o Aspect ratio o Display aspect ratio (DAR), del video è la proporzione tra la larghezza e l'altezza dell'immagine video quindi delle singole immagini che compongono il video. Solitamente l'aspect ratio di uno schermo televisivo è 4:3 (o 1.33:1) (nota bene: dividendo la risoluzione orizzontale di 768 per la risoluzione verticale di 576 (PAL), si ottiene proprio 1,33). I televisori ad alta definizione usano un aspect ratio di 16:9 (circa 1.78:1). Il rapporto d'aspetto di un fotogramma di pellicola da 35 mm con colonna sonora (nota come "Academy standard") è circa 1.37:1.

### Pixel aspect ratio
Pare logico supporre che i singoli "punti" o pixel che compongono le immagini televisive siano quadrati, mentre invece si parla di "pixel rettangolari" proprio per definire quei formati che hanno un pixel aspect ratio diverso da uno. I due maggiori standard televisivi in 4:3 hanno infatti pixel aspect ratio di 1,066 (PAL) e 0,9 (NTSC), mentre i monitor per computer ricevono immagini che hanno invece pixel aspect ratio quadrato, quindi pari a 1. L'aspect ratio dei pixel deve essere particolarmente preso in considerazione quando si vogliono trasferire disegni realizzati con un programma grafico da PC in un video DV o PAL DVD. Infatti un video PAL ha una risoluzione di 768x576 pixel mentre in DV o in PAL DVD vengono memorizzati 720x576 pixel; questo significa che in fase di visualizzazione in un TV i pixel verranno resi rettangolari (in orizzontale) per compensare i 48 pixel mancanti. Se si disegna un cerchio con un programma di grafica su un fotogramma da 720x576 e poi si importa in un programma di montaggio, (render DV o PAL DVD 720x576 4:3) in un TV apparirà una ellisse. Invece se si disegna un cerchio con un programma di grafica su un fotogramma da 768x576 e poi si importa in un programma di montaggio, (render DV o PAL DVD 720x576 4:3) in un TV apparirà correttamente un cerchio.
Per lo stesso motivo se si lavora in 16:9 il cerchio deve essere disegnato su un fotogramma da 1024x576, quando viene importato il programma di montaggio provvede a comprimerlo in orizzontale (render PAL DVD 720x576 16:9 anamorfico), in fase di visualizzazione l'apparecchio televisivo con schermo da 16:9 effettua uno zoom in orizzontale riportando il cerchio al suo aspetto originale.

### Storage aspect ratio
Attraverso la combinazione delle proporzioni di come le immagini vengono mostrate (DAR) e di come vengono visualizzati i singoli pixel (PAR) otteniamo la proporzione di memorizzazione fisica su file (SAR) secondo lo formula PAR = DAR / SAR

### Video 3D
Video 3d, è un termine ambiguo che può riferirsi alle tecniche utilizzate anche nel cinema stereoscopico, o a un video realizzato con tecniche di computergrafica tridimensionale.

### Video a 360°
Consente di riprendere una scena a 360°, permettendo allo spettatore di ruotare il punto d'osservazione tramite comandi di varia natura. Il video immersivo, ha una lunga storia e l'ideazione formale affonda la sua radice nel concetto di panopticon e dei panorama ottocenteschi, ma attuato effettivamente come video in digitale dal 1994 con il formato QTVR, poi con Adobe Flash, sino alle interpretazioni più complesse, approfondite e popolari a partire dal 2016 con lo sviluppo dei primi hardware per la realtà virtuale (Oculus Rift e HTC Vive).

## Video analogico e video digitale
L'informazione elettronica può essere rappresentata in due forme diverse: analogica o digitale. Il video analogico è il video in cui l'informazione elettronica è rappresentata in forma analogica, il video digitale è il video in cui l'informazione elettronica è rappresentata in forma digitale. La rappresentazione analogica dell'informazione elettronica è propria dell'elettronica analogica, mentre la rappresentazione digitale dell'informazione elettronica è propria dell'elettronica digitale. L'elettronica nasce come elettronica analogica, il primo modo di rappresentare l'informazione elettronica è quindi quello analogico. Nella rappresentazione analogica dell'informazione elettronica l'informazione elettronica varia con analogia all'informazione che si vuole rappresentare, varia quindi in modo continuo e può assumere un numero molto alto di valori.
Con la realizzazione dell'Atanasoff-Berry Computer nel 1941 nasce l'elettronica digitale. L'Atanasoff-Berry Computer è il primo computer elettronico digitale, il primo computer elettronico quindi in cui l'informazione elettronica è in forma digitale. Nella rappresentazione digitale dell'informazione elettronica l'informazione che si vuole rappresentare viene codificata in una sequenza di numeri, l'informazione elettronica varia quindi in modo discreto e assume un numero limitato di valori corrispondente al numero di cifre utilizzate dal sistema numerico scelto. L'Atanasoff-Berry Computer utilizza la numerazione binaria quindi l'informazione elettronica assume solo due valori. L'elettronica digitale basata sulla numerazione binaria diventerà in seguito la tecnologia consueta per la realizzazione dei computer, e il computer, nato come strumento per eseguire calcoli matematici, quindi per trattare numeri, col passare dei decenni verrà usato per un numero sempre maggiore di scopi, di pari passo con l'aumento delle capacità di memorizzazione e di calcolo: si inizierà con l'elaborazione di files che rappresentano testi e immagini statiche, per arrivare a file multimediali, che contengono suoni, musica, video in movimento (film).

### Il problema della qualità
Per rappresentare l'informazione, l'elettronica analogica e l'elettronica digitale gestiscono il segnale elettrico in modo praticamente opposto: nella prima il segnale è continuo e gli viene fatto assumere il maggior numero possibile di valori, nella seconda al contrario, al segnale viene fatto assumere il minimo numero di valori con cui è possibile creare un sistema di rappresentazione dell'informazione, ossia 2, che a livello software equivalgono a "0" e "1" e vengono chiamati "bit", e a livello hardware equivalgono ad "assenza di corrente" e a "passaggio di corrente".
Per ottenere una rappresentazione di qualità dell'informazione con l'elettronica analogica è necessaria un'implementazione circuitale molto sofisticata in quanto questo tipo di informazione, assumendo un numero molto alto di valori e variando in modo continuo, è molto difficile da gestire senza farle subire alterazioni, e un'alterazione equivale ad una diminuzione della corrispondenza tra il segnale elettrico e il valore che esso vuole rappresentare.
Con l'elettronica digitale il problema della qualità assume un significato completamente diverso, dovendo venir considerati solo due valori. Con questi due valori vengono formati blocchi di uguale lunghezza e se ne ricavano tutte le combinazioni possibili: ad ognuna di esse viene quindi associato un diverso valore dell'informazione che si vuole rappresentare, il che significa che la codifica dell'informazione stessa produrrà una lunga sequenza di 0 e 1. Come si può intuire, qualunque alterazione di intensità che il segnale potrebbe subire non può più intaccare la rappresentazione in sé (dovrebbe piuttosto venir provocata una sostituzione casuale degli 0 con gli 1 e viceversa). Con questo sistema di codifica, la qualità arriva a dipendere invece dalla quantità di valori dell'informazione reale che vengono codificati: più valori vengono codificati, più l'informazione digitale sarà ricca di sfumature e dettagli. Lo svantaggio sta però nel fatto che la sequenza di 0 e 1 da dover gestire (cioè elaborare, memorizzare, trasmettere) sarà tanto più lunga quanto maggiore è il numero di dettagli che si vogliono riprodurre. Di conseguenza un contenuto digitale di alta qualità richiede elevate potenze di calcolo e supporti di memorizzazione molto capienti. Un metodo per limitare quest'ultimo problema è quello della compressione dei dati.
L'aumento della potenza di calcolo dei processori e della capacità delle memorie, unito al parallelo abbattimento dei costi, nel corso degli anni ha fatto diventare le tecnologie digitali la scelta privilegiata, visti i suoi indubbi vantaggi. Per questo è in atto ormai da vari decenni un progressivo passaggio al digitale, anche in ambiti in cui l'elettronica non è mai stata usata, come ad esempio nel cinema, dove la pellicola cinematografica è sempre stata preferibile.
Il vantaggio di sostituire la pellicola con l'elettronica digitale sta principalmente nel fatto che con quest'ultima il materiale girato è memorizzabile su supporti come i dischi ottici, che hanno una lunghissima durata nel tempo ed è sempre possibile effettuare copie identiche dell'originale. La pellicola cinematografica al contrario subisce un inevitabile degrado nel corso del tempo, anche se conservata in ambienti climaticamente controllati (temperatura, umidità, illuminazione, ecc.). La duplicazione stessa della pellicola non risolve il problema in quanto il processo di duplicazione, anche se restituisce un supporto nuovo, produce un degrado dell'informazione allo stesso modo di quanto avviene con la tecnologia analogica.
La pellicola cinematografica presenta, per contro, il vantaggio di una completa e ben consolidata standardizzazione, il che la rende comunque molto adatta per materiale da conservare per molto tempo, considerando la rapida obsolescenza di gran parte dei formati e dei supporti di registrazione impiegati per il video.

### Vantaggi del video digitale
I vantaggi del video digitale sono:
- è possibile e relativamente facile ottenere una copia identica all'originale, anche se si tratta di una copia della copia.

Con il video analogico invece il degrado della qualità è inevitabile, anche quando la duplicazione è effettuata con le apparecchiature professionali più sofisticate, e va inoltre a sommarsi tutte le volte che si esegue una copia della copia.
- è possibile e relativamente facile la trasmissione senza errori in un sistema di telecomunicazioni.

Trasmettere informazione elettronica digitale senza errori è possibile e relativamente facile. L'informazione elettronica analogica invece subisce sempre un certo degrado durante la trasmissione.
- possibilità illimitate di manipolazione.

Attraverso appositi software, si va da operazioni di montaggio, all'alterazione delle immagini, come ad esempio per la realizzazione di effetti speciali, fino alla realizzazione di filmati completamente artificiali con la computer animation.

## Formati
| Standard dei display video | Standard della connessione video |
| - Digitale: - Super Hi-Vision (Televisione ad Altissima Definizione in fase di sperimentazione) - HDTV (High Definition Television: Televisione ad Alta Definizione) - ATSC (USA, Canada, etc., Advanced Television Systems Committee) - DVB (Europa, Digital Video Broadcasting) - ISDB (Giappone, Integrated Services Digital Broadcasting) - Analogico: - MAC (Europa - Obsoleto) - MUSE (Giappone-analog HDTV) - NTSC (USA, Canada, Giappone, etc., National Television System(s) Committee) - PAL (televisione) (Europa, Asia, Australia, etc., Phase-Alternating Line) - PALplus (Estensione del PAL. Europa) - SÉCAM (Francia, ex-USSR, Africa centrale, Séquentiel Couleur Avec Mémoire: Colore sequenziale con memoria) | - Video composito (1 RCA o BNC) - Video a componenti (3 RCA o BNC) - Connettore video D4 (nuovo per l'HDTV) - S-Video (da Separated Video, 1 mini-DIN) - SCART (usato in Europa) - DVI (solo per video non compressi). HDCP opzionale. - HDMI (video e audio non compressi). HDCP obbligatorio. - Connettore RF (da connettore coassiale Radio Frequency) - Connettore BNC (Bayonet Niell-Concelman) - Connettore C (connettore Concelman) - Connettore GR (connettoreGeneral Radio) - Connettore F (usato per le TV domestiche negli Stati Uniti) - IEC 169-2 (Connettore IEC, usato per lo più nel Regno Unito) - Connettore N (connettore Niell) - TNC (Threaded Niell-Concelman) - Connettore UHF (es. PL-259/SO-239) - SDI e HD-SDI - Connettore VGA connector (DB-9/15 o mini sub D15) - -VGA (usato per i computer portatili) |
| Supporti video analogici (vedi televisione analogica) | Supporti video digitali (vedi video digitale) |
| - VERA (formato sperimentale della BBC, circa 1958) - U-matic (Sony) - Betamax (Sony) - Betacam - Betacam SP - 2 pollici Quadruplex (Ampex) - 1 pollice standard C (Ampex e Sony) - VCR, VCR-LP, SVR - VHS (Video Home System, JVC) - S-VHS (Super - Video Home System, JVC) - VHS-C (Video Home System - Compact, JVC) - S-VHS-C (Super- Video Home System - Compact, JVC) - Video 2000 (Philips) - Video8 e Hi8 (High Band 8) | - D1 (Sony) - D2 (Sony) - D3 - D5 (standard di videoregistrazione) - Digital Betacam (Sony) - Betacam IMX (Sony) - High Definition Video (HDV) - ProHD (JVC) - D-VHS (Digital - Video Home System, JVC) - DV (Digital Video) - DVCAM (Sony) - MiniDV (Mini Digital Video) - MicroMV - Digital8 (Digital Video 8, Sony) |
| Supporti a disco ottico | Supporti digitali |
| - DVD (già Super Density Disc, DVD Forum) - Laserdisc (vecchio, MCA e Philips) - Blu-ray (Sony) - Versatile Multilayer Disc (New Media Enterprise inc.) - Enhanced Versatile Disc (EVD, sostenuto dal governo cinese) - HD DVD (Hitachi e Toshiba) | - CCIR 601 (ITU-T) - M-JPEG (ISO) - MPEG-1 (ISO) - MPEG-2 (ISO) - MPEG-4 (ISO) - H.261 (ITU-T) - H.263 (ITU-T) - H.264/MPEG-4 AVC (ITU-T + ISO) - Ogg-Theora |